# Brockworth
Brockworth es una localidad británica del condado de Gloucestershire, en Inglaterra. Está situada a los márgenes de una antigua calzada romana que unía la ciudad de Gloucester (entonces conocida como Glevum) con Barnwood, Hucclecote y Cirencester. Durante los últimos 150 años, Brockworth es mundialmente conocido por la fiesta anual del Cheese Rolling que se celebra en la colina de Cooper's Hill.
Durante la Segunda Guerra Mundial, Brockworth fue bombardeado por los alemanes ya que la compañía Gloster Aircraft Company (con sede en Brockworth) fabricó allí varios de los cazas más famosos y efectivos de la RAF como el Hurricane. Tras la guerra, la misma compañía adquirió gran fama por el desarrollo del primer caza militar a reacción que realizó sus primeros vuelos de prueba en estas instalaciones.

## Gloster Aircraft Company
La Gloster Aircraft Company se fundó en Brockworth en 1915 con el nombre de Gloucestershire Aircraft Company. En 1926 el nombre de la empresa fue abreviado por el de Gloster ya que resultaba más fácil de pronunciar para los clientes extranjeros. La compañía fabricó el Gloster Gladiator, el Hawker Hurricane, el Hawker Typhoon, el Gloster Meteor y el Gloster Javelin, además de llevar a cabo los primeros vuelos de prueba del primer caza a reacción a cargo de Sir Frank Whittle.

## Brockworth bombardeado
Durante la Segunda Guerra Mundial, Brockworth y los alrededores fueron sistemáticamente bombardeados por la Luftwaffe en un intento de los alemanes de detener la producción de aviones y material militar. Durante el conflicto bélico, la Gloster Aircraft Company fabricó 1000 Hawker Hurricane en los primeros 12 meses de guerra y hacia 1942 ya había entregado a la RAF 2750 unidades de este avión. Además se construeron 3300 Hawker Typhoon. 
El 8 de abril de 1941 se llevó a cabo el primer vuelo de pruebas del Gloster E28/39 con motor a reacción inventado por Sir Frank Whittle. Este prototipo fue el embrión del Gloster Meteor, usado por las fuerzas aliadas al final de la guerra y que en 1945 alcanzó el récord de velocidad de 606 mph.
En 1952 la fábrica de Brockworth produjo el Gloter Javelin que fue desarrollado como un caza capaz de combatir en todo tipo de condiciones climáticas y que podía volar por encima de los 50000 pies a casi la velocidad del sonido.
En 1962 los terrenos de la Gloster Aircraft Company pasaron a formar parte del término municipal de Hucclecote.

## Cooper's Hill
Cooper's Hill es una colina a las afueras de Brockworth y es mundialmente conocida por el concurso del Cheese Rolling. En este peculiar concurso se deja rodar una gran queso colina abajo y los concursantes salen "corriendo" tras él rodando y cayendo ladera abajo. Hace 200 años este evento era parte de unos festejos y competiciones que se celebraban en época estival. Actualmente esos festejos se reducen al Cheese Rolling y se celebran en el mes de mayo. Se dice que esta fiesta tiene claros orígenes paganos que celebraban la llegado del verano y la fertilidad.
- Datos: Q548268
- Multimedia: Brockworth / Q548268